# Stazione di Mastellina
La stazione di Mastellina è una fermata ferroviaria nella frazione di Mastellina nel comune di Commezzadura in Provincia di Trento, posta lungo la ferrovia Trento-Malé-Mezzana.

## Strutture e impianti
La gestione è affidata a Trentino trasporti.
Il fabbricato viaggiatori è composto da solo un piano; è principalmente costruito in pietra ad eccezione del tetto che è in cemento armato. Lo stesso è solo in parte fruibile da parte dei viaggiatori dove si trova una piccola sala di attesa protetta dall'esterno solo da una pensilina in cemento.

## Servizi
- Sala di attesa

## Interscambi
La stazione dispone di un piccolo parcheggio di scambio. L'accesso al parcheggio può essere fatto anche mediante delle rampe rendendo la stazione accessibile ai disabili o a chiunque abbia difficoltà a salire le scale.
Al bivio con la strada principale è presente una fermata autobus.